# 千葉県立銚子特別支援学校
千葉県立銚子特別支援学校（ちばけんりつ ちょうしとくべつしえんがっこう）は、千葉県銚子市南部、屏風ヶ浦上に位置する特別支援学校である。

## 概要
- 幼稚部・小学部・中学部・高等部（普通科）がある。
- 寄宿舎が設置されている[1]。
- 茨城県の神栖市立波崎小学校とは、1998年（平成10年）から長年にわたり交流学習を行っている[2]。

## 児童・生徒数
- 93名（令和6年度）[3]

## 通学区域
幼稚部から高等部まで同様。
- 肢体不自由
  - 銚子市、多古町、東庄町、香取市、旭市、匝瑳市、横芝光町（横芝地域を除く）[4]
- 知的障害
  - 銚子市

## 作業学習
中学部
- 草木染め班
- 陶芸班
- ガラス工芸班

高等部
- 園芸班[5]
- 紙工芸班[6]

文化祭「銚洋祭」や「銚特フェア」
で作業製品の郊外販売会を行なっている。

## 学校間交流
- 神栖市立波崎小学校（3年生）[8]
- 銚子市立第二中学校[9]
- 小見川高等学校

## 通級指導
対象は、学区内の小学校・中学校に在籍する、肢体不自由・視覚障害・聴覚障害・病弱の児童生徒。週1回実施。
- 小学校：45分
- 中学校：50分

場所
- 肢体不自由：本校または在籍校
- 視覚障害・聴覚障害：在籍校
- 病弱：国保旭中央病院

## 主な卒業生
- 荒井のり子（車いす陸上選手）
  - 旭市出身。パラリンピックにアトランタ大会（1996年）、シドニー大会（2000年）、アテネ大会（2004年）の3大会連続出場。アトランタ大会では女子100mで当時の世界新記録を樹立し、金メダルを獲得。シドニー大会でも同種目で金メダルを獲得した[11]。1996年に千葉県県民栄誉賞を受賞[12]。

## 歴史
- 1962年（昭和37年）7月7日 - 銚子市立高神小学校の校舎を借り、銚子市の特殊学級（無許可）として発足。所在地は銚子市高神天王台714。初代校長は仲村信治。児童生徒数15名。毎月2回の開級。以後、7月7日を創立記念日とする[13]。
- 1962年（昭和37年）4月1日 - 銚子市立養護学校として認可（学級数3、児童生徒数22名）。
- 1969年（昭和44年）3月5日 - 現在地に移転。校地面積6,541㎡、校舎905㎡。
- 1971年（昭和46年）4月1日 - 幼稚部開設（幼稚部2、小学部6、中学部3学級）。
- 1972年（昭和47年）5月1日 - 寄宿舎開設。
- 1975年（昭和50年）4月1日 - 高等部開設（幼稚部2、小学部6、中学部3、高等部1学級）。
- 1976年（昭和51年）4月1日 - 訪問教育開始。
- 1977年（昭和52年）7月7日 - 創立15周年記念式典挙行。記念誌『友愛』刊行。
- 1979年（昭和54年）4月1日 - 銚子市立養護学校廃校。同日をもって千葉県に移管、千葉県立銚子養護学校となる（養護学校の義務化）。介助員を採用。
- 1979年（昭和54年）5月15日 - 県立移管開校記念式典挙行。
- 1981年（昭和56年）11月1日 - 新校歌制定。作詞：椎名敏子（本校職員）、作曲：石黒一郎（千葉大学教授）。※これ以前にも校歌あり。
- 1982年（昭和57年）3月31日 - 屋内運動場（729㎡）と食堂棟（419㎡）竣工。
- 1982年（昭和57年）10月28日 - 創立20周年記念式典挙行。
- 1985年（昭和60年）12月12日 - グラウンド整備（走路設備）竣工。
- 1988年（昭和63年）4月1日 - 八日市場養護学校開校に伴い、学区再編成。
- 1991年（平成3年）3月25日 - 屋内運動場に暖房設備設置。
- 1991年（平成3年）4月～1992年（平成4年） - 文部省指定特殊教育教育課程研究校。
- 1992年（平成4年）6月27日 - 創立30周年記念式典挙行。記念誌『ちょうし』刊行。
- 1992年（平成4年）11月2日 - 『千葉県教育功労者』受賞（千葉県教育委員会）。
- 1992年（平成4年）11月25日 - 教育課程指定研究発表会開催（文部省指定）。
- 1993年（平成5年）3月1日 - 『はばたき奨励賞』受賞（全国肢体不自由養護学校校長会）。
- 1993年（平成5年）4月1日 - 『文部省感謝状』授与（特殊教育教育課程研究により）。
- 1994年（平成6年）12月15日 - 特別管理棟改修工事（977.4㎡）竣工（寄宿舎棟とする）。
- 1995年（平成7年）3月15日 - 校舎改築工事一期分（1,592.76㎡）竣工。
- 1996年（平成8年）6月30日 - 校舎改修工事二期分竣工。
- 1996年（平成8年）11月17日 - 学校大規模改築・改修工事竣工記念式典開催。
- 1997年（平成9年）1月17日 - 食堂冷房装置竣工。
- 1998年（平成10年）3月17日 - 電算室冷暖房装置竣工。
- 1999年（平成11年）3月15日 - 食堂前道路屋根竣工。
- 2000年（平成12年）9月13日 - 新スクールバス配備。
- 2001年（平成13年）6月29日 - 学校公開開始（第1回）。
- 2002年（平成14年）3月25日 - 寄宿舎舎室冷暖房装置竣工。
- 2007年（平成19年）4月1日 - 校名を「千葉県立銚子特別支援学校」に変更。

## 周辺施設
- イオンモール銚子
- 特定非営利活動法人「あおぞら三崎」
- 銚子児童発達支援センターわかば